# Gebr. Kemper
Koordinaten: 51° 0′ 45,7″ N, 7° 50′ 4″ ODie Gebr. Kemper GmbH & Co. KG ist ein weltweit tätiges Familienunternehmen mit Hauptsitz in Olpe. Das Unternehmen ist Hersteller von Armaturen- und Systemtechnik in der technischen Gebäudeausrüstung und gliedert sich in die Geschäftsbereiche Gebäudetechnik, Guss und Walzprodukte.

## Geschichte
Der zunächst als Gastwirt tätige Johann-Anton Kemper und sein Bruder Eberhard Eduard Kemper gründeten 1864 an der Martinstraße in Olpe die Scharnierfabrik „Gebr. Kemper“. 1893 erwarb das Unternehmen einen Kupferhammer in Saßmicke. 1899 wurden erste Bereiche des späteren Firmengeländes aufgekauft. Vormals befand sich dort die Rüblinghauser Hütte. Das dort in den folgenden Jahren errichtete Kupferwalzwerk stellte Stangen, Bleche und Drähte aus Messing und Phosphorbronze her. Damit ging eine grundsätzliche Umstellung von der Stahl- zur Kupferbearbeitung einher. 1921 erfolgte die Umstellung des Antriebssystems im Werk von Wasserrädern auf Wasserturbinen und damit die Elektrifizierung der Produktion. Im Jahr 1928 entstand zusätzlich zu dem Walzwerk eine Kupferhütte mit Raffineriebetrieb. Eine weitere Aluminiumgießerei wurde 1953 in den Betrieb genommen. 1962 begann der Aufbau der Stranggussfertigung für Walzprodukte.
Die Verlegung des Unternehmens in ein neues Industrie- und Gewerbeareal des Biggetals oberhalb von Rüblinghausen erfolgte 1974. Im gleichen Jahr wurde die Tochtergesellschaft Kemper Metallurgie Maschinenbau gegründet. Der Einstieg in den Bereich Elektrotechnik für den Geschäftsbereich Walzprodukte erfolgte durch Anschaffung des ersten Fertigwalzgerüsts 1982. Vertriebsgesellschaften in der Schweiz, in Shanghai, in Großbritannien und in den USA wurden in den Jahren 1993 bis 2012 gegründet. 2010 übernahm Kemper die Dendrit Haustechnik-Software GmbH in Dülmen, zwei Jahre später die Profiltech Stufenbandprofile GmbH in Keltern, jeweils als Tochtergesellschaften. Ein Bürogebäude für Versand und Kommissionierung sowie Räumlichkeiten für die Produktion und ein Hochregallager entstanden in den Jahren 2014 bis 2020.